# Рико арена
Рико арена (енгл. Ricoh Arena) или само Рико (енгл. The Ricoh) је стадион у граду Ковентрију у Енглеској који се користи за рагби и фудбал. Рико арена је дом двоструког шампиона Европе, рагби тима "Воспс". 22. априла 2007, на овом стадиону одиграно је полуфинале купа европских шампиона Воспс-Нортхемптон Сеинтс. Рекордна посета на овом стадиону у било ком спорту, забележена је на утакмици премијершипа између Воспса и Лестера, када је било 32.019 гледалаца.
Стадион је дом и фудбалског клуба Ковентри сити и има капацитет од 32.609 седећих места. У оквиру стадиона поред терена за фудбал и трибина за гледаоце налази се још 6.000 м² пословног простора, укључујући и салу за изложбе, касино и хотел.
Током Летњих олимпијских игара 2012. Рико арена ће бити домаћин фудбалског олимпијског турнира, а за време игара стадион ће бити преименован у Градски стадион у Ковентрију.